# Willem Bröcker
Willem Lodewijk Joseph Bröcker (Amsterdam, 17 augustus 1951) is een Nederlands bestuurder, jurist en voormalig politicus namens de VVD.
Bröcker studeerde Nederlands recht aan de Erasmus Universiteit te Rotterdam. Hij begon zijn carrière in 1981 als partner bij PricewaterhouseCoopers, waar hij in 1998 bestuursvoorzitter werd. Van 2002 tot 2009 werkte Bröcker als global managing partner bij PricewaterhouseCoopers vanuit New York.
Bröcker was van 7 juni 2011 tot 9 juni 2015 lid van de Eerste Kamer der Staten-Generaal.
Bröcker vervult een aantal nevenfuncties. Hij is onder meer voorzitter van de Industriële Partnerraad GIMV, voorzitter van de raad van commissarissen van Sparta Rotterdam en adviseur voor IBS Capital Management.
Bröcker woont in de Zuid-Hollandse plaats Wassenaar.
- Parlement.com: vimal84bhky7